# Judiska världskongressen
Judiska världskongressen (engelska: World Jewish Congress) är en internationell judisk organisation. Den bildades 1936 i Genève i Schweiz för att 1940 flytta till New York i New York i USA.
Svenska sektionen av Judiska världskongressen bildades officiellt 1944 med Marcus Ehrenpreis som ordförande och historikern Hugo Valentin som vice ordförande, även om kongressen vid den tiden hade haft individuella företrädare som Fritz Hollander och Gilel Storch i flera år. Den svenska sektionen skickade humanitära hjälpsändningar till judiska koncentrationslägerfångar i krigets slutskede samt var inblandade i de förhandlingar som ledde fram till att judiska fångar kunde lämna Tyskland genom Röda korsets räddningsaktion med de Vita bussarna.

### Fotnoter
1. ↑  Torbjörn Petersson (9 februari 1997). ”Hitlers vedergällningsvapen: Svenska delar i V2:an. Judiska världskongressen hävdar att delar tillverkades i Sverige”. Dagens nyheter. http://www.dn.se/arkiv/nyheter/hitlers-vedergallningsvapen-svenska-delar-i-v2an-judiska-varldskongressen-havdar-att. Läst 2 januari 2016.
2. ↑  Pontus,, Rudberg,. The Swedish Jews and the Holocaust. ISBN 9781138045880. OCLC 972901368. https://www.worldcat.org/oclc/972901368
3. ↑  ”Judiska världskongressens tidiga verksamhet i Sverige”. digitaltmuseum.se. https://digitaltmuseum.se/0211813958631/judiska-varldskongressens-tidiga-verksamhet-i-sverige. Läst 24 oktober 2023.